# Sommecaise
Sommecaise is een gemeente in het Franse departement Yonne (regio Bourgogne-Franche-Comté) en telt 279 inwoners (1999). De plaats maakt deel uit van het arrondissement Auxerre.

## Geografie
De oppervlakte van Sommecaise bedraagt 15,1 km², de bevolkingsdichtheid is 18,5 inwoners per km².
De onderstaande kaart toont de ligging van Sommecaise met de belangrijkste infrastructuur en aangrenzende gemeenten.

## Demografie
Onderstaande figuur toont het verloop van het inwonertal (bron: INSEE-tellingen).